# Diotacanthus
Diotacanthus es un género de plantas fanerógamas perteneciente a la familia Acanthaceae. El género tiene dos especies. Son naturales del sudoeste de Asia.

## Especies deDiotacanthus
- Diotacanthus albiflorus
- Diotacanthus grandis